# 파이퍼 에어크래프트

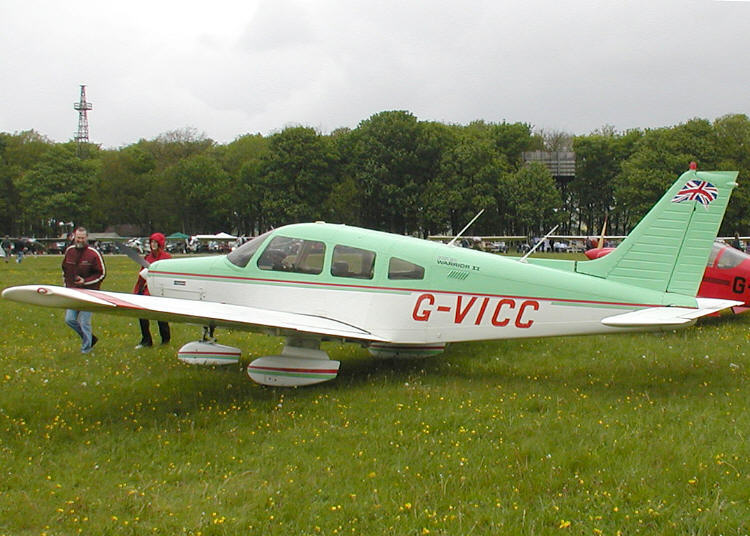

파이퍼 에어크래프트(Piper Aircraft)은 미국의 경비행기 메이커이다. 플로리다주 베로비치에 본사가 있다. 테일러 형제에 의해 1920년대에 설립된 Taylor Aircraft Company를 1937년에 WT 파이퍼가 이어 Piper Aircraft Corporation 을 설립했다.